# 本田朋子
本田朋子（1983年8月16日—），出身於愛媛縣松山市。日本富士電視台播報員。

## 經歷
出身於愛媛縣松山市。小學和中學都加入了排球部，就讀愛媛縣立松山南高等學校時加入了舞蹈部「LEAVES」。家庭在松山市經營一家文具店，中學時期就讀的學校不良少年眾多，爲了走出家鄉而努力要考上東京的大學。
2002年，考入立教大學觀光學部，開始成為時尚雜誌的讀者模特兒；同年11月，成為大學選美活動「立教小姐」的冠軍，之後加入自由播音員事務所cent. Force。2003年3月，以大學生的分身擔任富士電視台體育資訊節目《SPORT!》星期五的報導員，一年後從節目畢業，感激落淚。
由於大學時間已經有不少的節目主持經驗，加入富士之前，很多雜誌已經將她介紹為「內田恭子接班人」。
2006年大學畢業後正式加入富士電視台，同期入社的還有秋元優里、松尾翠和小穴浩司。是綜合能力很強的播報員，主持包括體育、新聞、綜藝等多種類型節目。2006年10月開始，時隔兩年，再度回到《SPORT!》崗位上擔任主持人。現在主持的節目還有《矛盾大對決》、《Pekepon》、《森田一義時間 笑一笑又何妨！》。2012年倫敦奧運會選為富士電視台赴倫敦特派播報員。
2013年9月，從富士電視台退社，成為自由播報員。

## 私人生活
和著名足球運動員長谷部誠於2006年開始交往，兩人在2003年本田大學時期就相識。戀情在2007年7月曝光，並一度有傳兩人婚訊將至。但是2010年10月，兩人證實已經分手。
2011年秋，經朋友介紹，與被譽為「籃球界貴公子」的五十嵐圭開始交往。2013年7月6日，交往約兩年後，兩人宣布婚訊。

## 外部連結
- 富士電視台 本田朋子
- 本田朋子 Room Top Page